# جيكوب بيبلي
جيكوب بيبلي (بالإنجليزية: Jacob Pebley)‏ (مواليد 17 سبتمبر 1993) هو سبّاح من الولايات المتحدة، مثّل بلاده في الألعاب الأولمبية الصيفية 2016.

## روابط خارجية
جيكوب بيبلي على موقع الاتحاد الدولي للسباحة (الإنجليزية)
- جيكوب بيبلي على موقع SwimRankings.net (الإنجليزية)
- جيكوب بيبلي على موقع اللجنة الأولمبية الدولية (الإنجليزية)
- جيكوب بيبلي على موقع أوليمبيديا (الإنجليزية)
- جيكوب بيبلي على موقع اللجنة الأولمبية والبارالمبية الأمريكية (الإنجليزية)